# Lago Tern
Il lago Tern (Tern Lake in inglese) è un lago situato più o meno al centro della Penisola di Kenai degli Stati Uniti d'America, lungo l'autostrada Seward (Seward Highway in inglese) tra Anchorage e Seward.

## Geografia fisica
Il lago è più o meno circolare con un diametro di 1 km ed a una quota di 206 m s.l.m.. Il lago Tern si trova all'estremità occidentale della Foresta Nazionale di Chugach e a 4 chilometri dal Moose Pass. Il lago è sovrastato dal monte Wrong (Wrong Mountain) di 1462 m s.l.m. e si trova vicino ad un gruppo di laghi di origine glaciale (Lago Kenai, Lago Crescent, Lago Upper Trail, Lago Grant, Lago Ptarmigan e Lago Cooper).

## Accessi
Il lago si trova a 143 chilometri da Anchorage e a 58 chilometri da Seward. A nord del lago un bivio divide l'autostrada Seward dall'autostrada Sterling  (Sterling Highway) in direzione della cittadina di Soldotna (dopo 90 chilometri).

## Fauna
Il lago ospita moltissimi animali, uccelli e pesci. Tra gli uccelli si possono osservare: strolaga maggiore (Common loon), aquila di mare testabianca (Bald eagle), sterna artica (Arctic tern), tordo d'acqua settentrionale (Waterthrush), passero corona dorata (Golden-crowned sparrow) e totano zampegialle maggiore (Greater yellowlegs).

## Galleria d'immagini

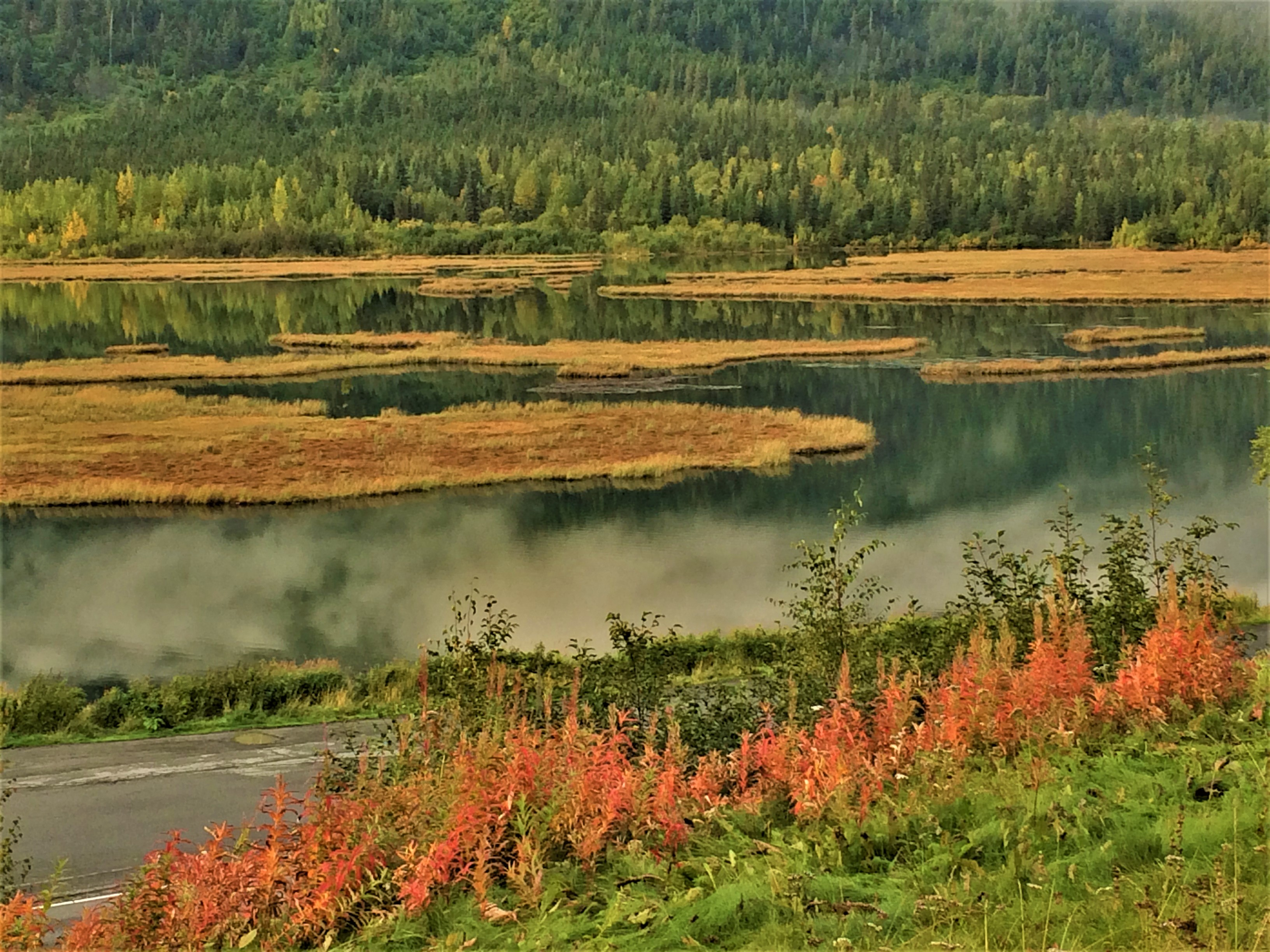
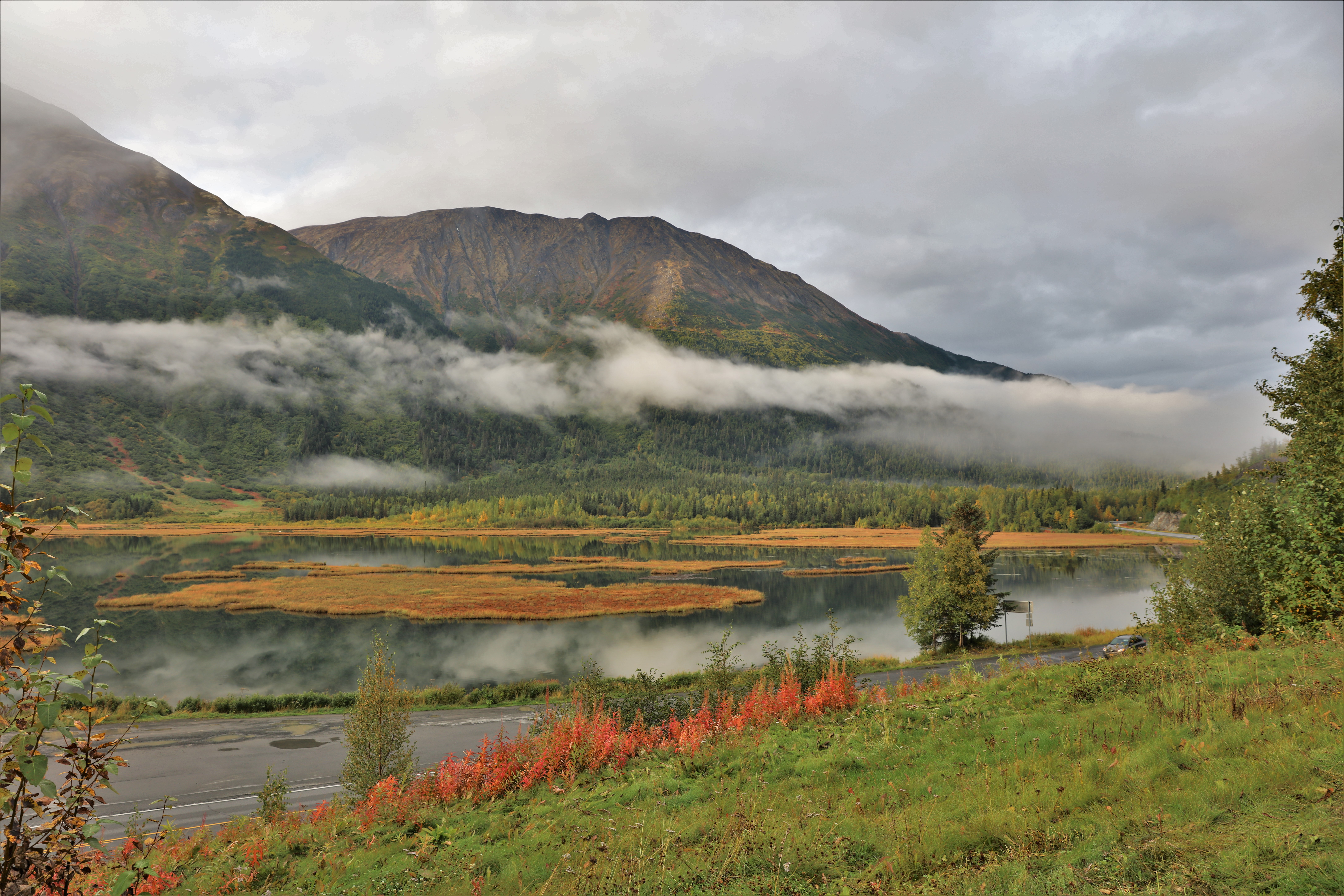
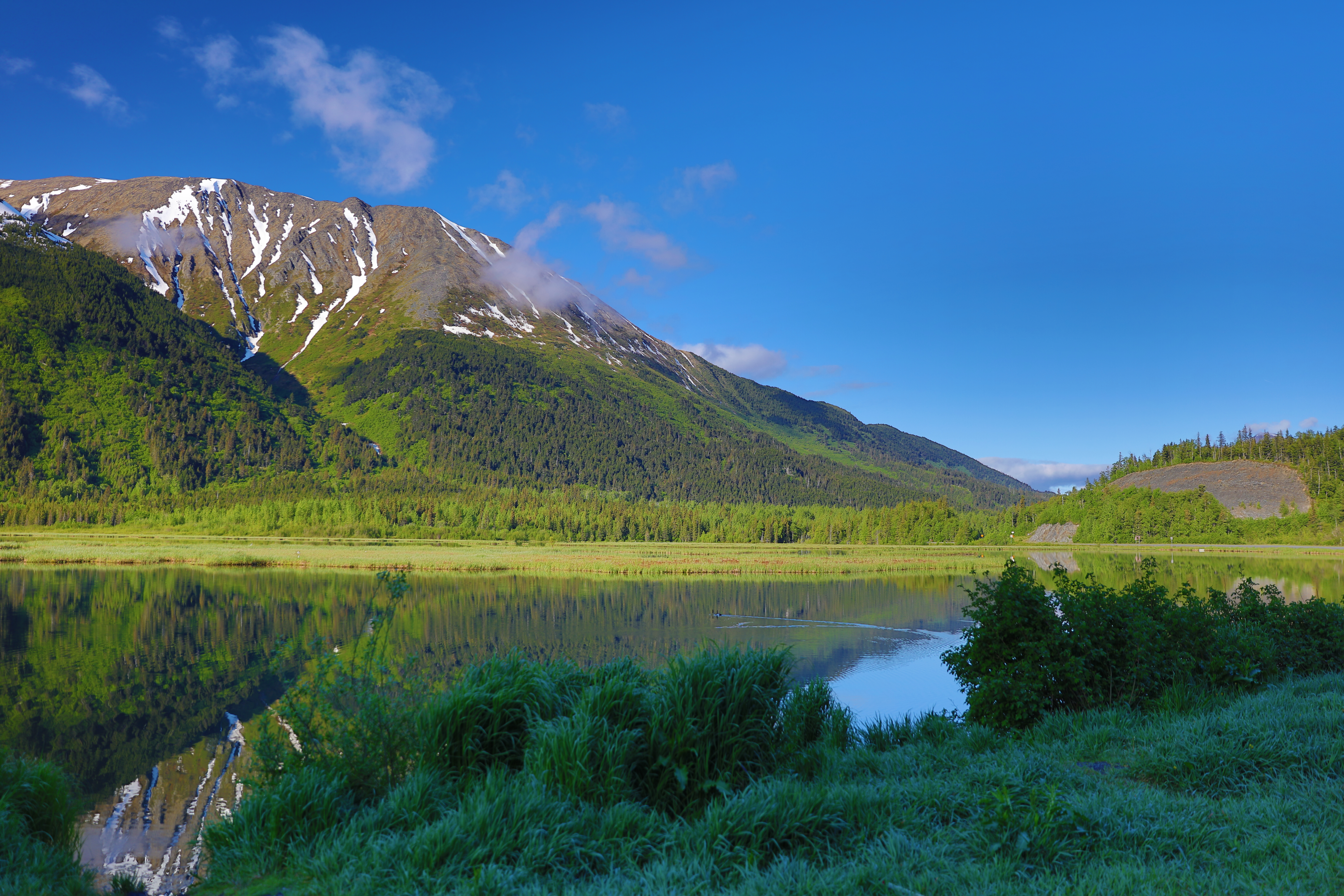
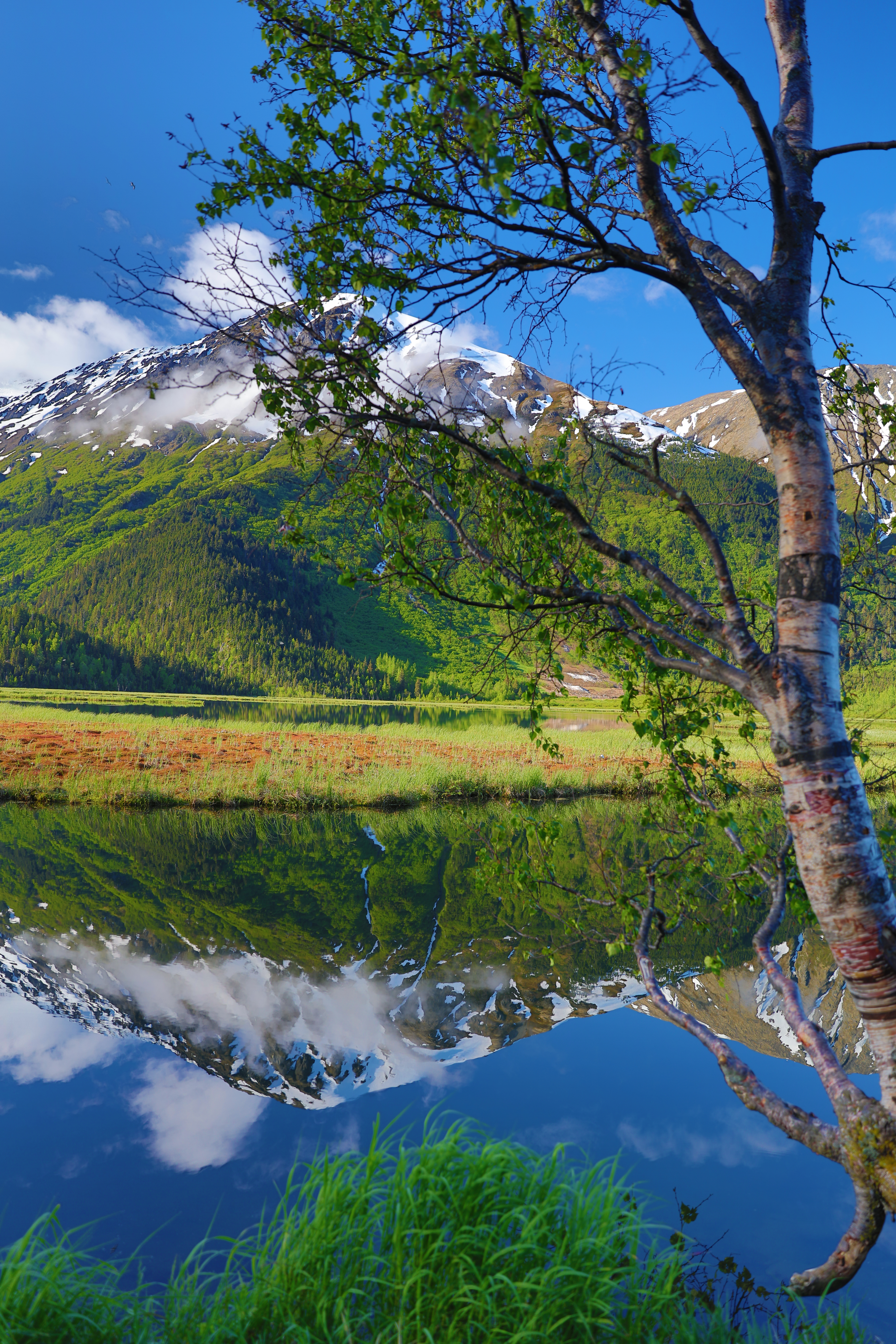
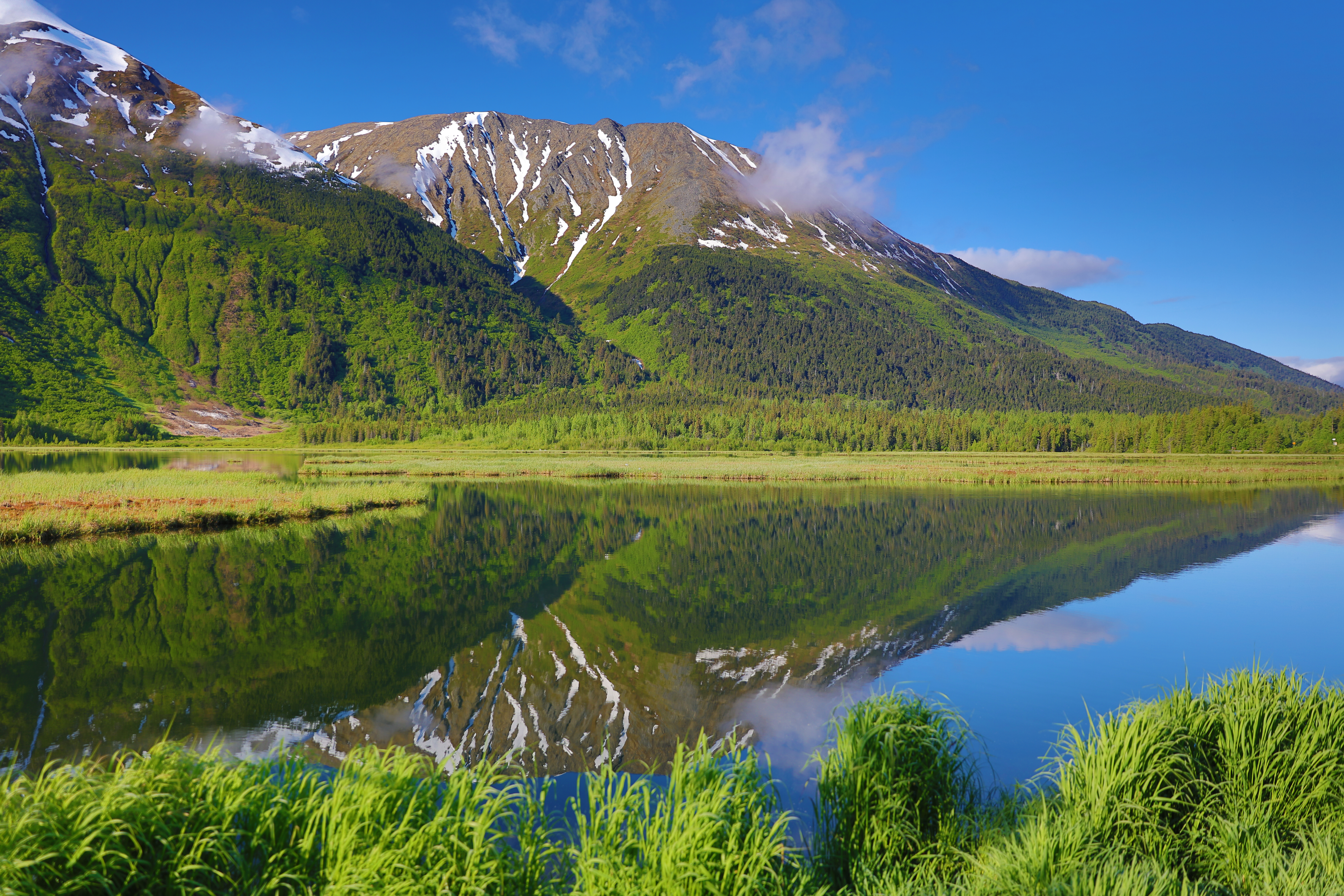
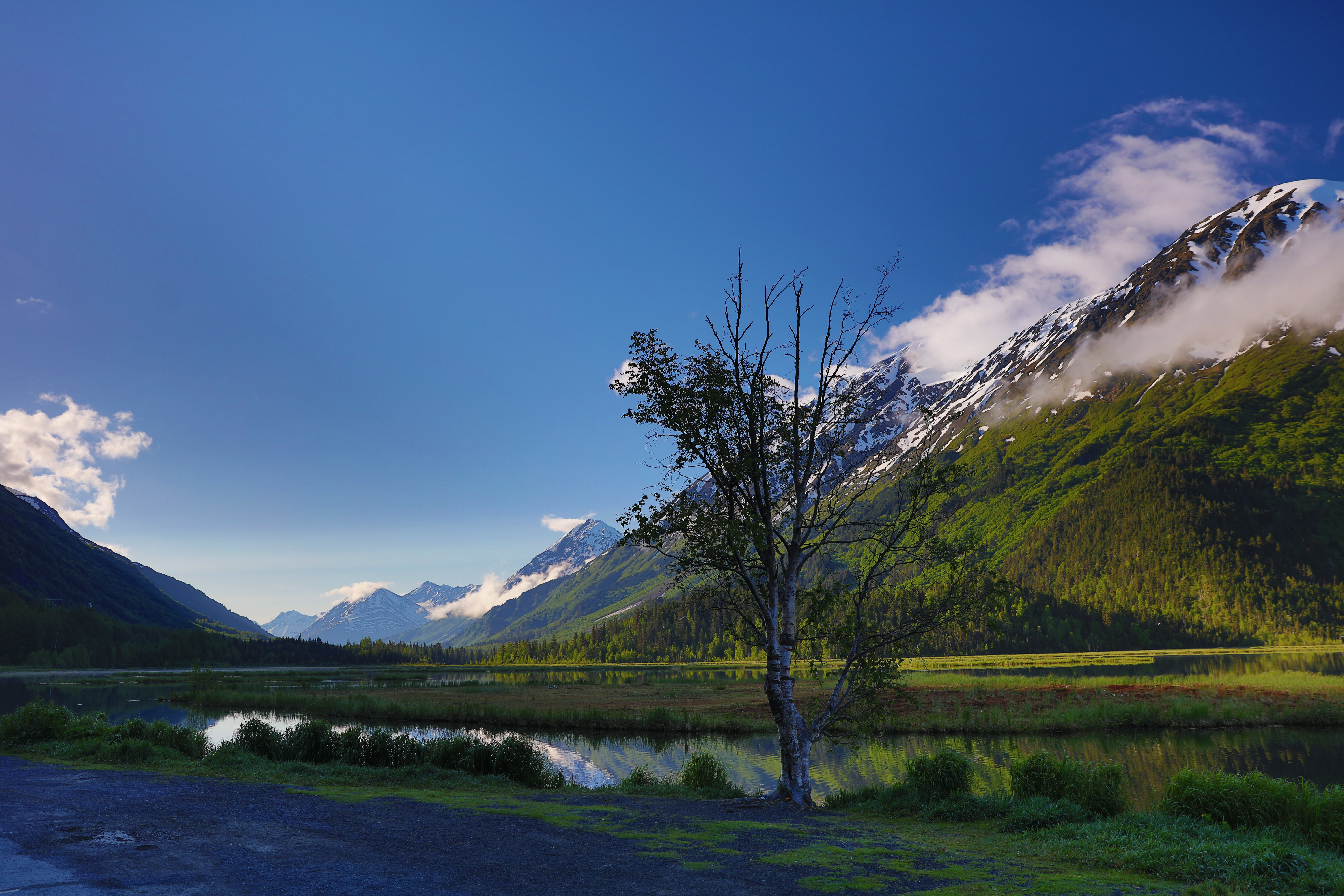